# Râul Iceni

Râul Iceni este un afluent al Mureșului. 

## Hărți
- Harta județului Mureș